# C9orf85
C9orf85 (англ. Chromosome 9 open reading frame 85) – білок, який кодується однойменним геном, розташованим у людей на 9-й хромосомі. Довжина поліпептидного ланцюга білка становить 179 амінокислот, а молекулярна маса — 20 166.
| 10         |  | 20         |  | 30         |  | 40         |  | 50         |
| ---------- |  | ---------- |  | ---------- |  | ---------- |  | ---------- |
| MSSQKGNVAR |  | SRPQKHQNTF |  | SFKNDKFDKS |  | VQTKKINAKL |  | HDGVCQRCKE |
| VLEWRVKYSK |  | YKPLSKPKKC |  | VKCLQKTVKD |  | SYHIMCRPCA |  | CELEVCAKCG |
| KKEDIVIPWS |  | LPLLPRLECS |  | GRILAHHNLR |  | LPCSSDSPAS |  | ASRVAGTTGA |
| HHHAQLIFVF |  | LVEMGFHYVG |  | QAGLELLTS  |  |            |  |            |

A: Аланін

C: Цистеїн

D: Аспарагінова кислота

E: Глутамінова кислота

F: Фенілаланін

G: Гліцин

H: Гістидин

I: Ізолейцин

K: Лізин

L: Лейцин

M: Метіонін

N: Аспарагін

P: Пролін

Q: Глутамін

R: Аргінін

S: Серин

T: Треонін

V: Валін

W: Триптофан

Кодований геном білок за функцією належить до фосфопротеїнів. 
Задіяний у таких біологічних процесах, як ацетилювання, альтернативний сплайсинг. 